# Leptoxis minor
Leptoxis minor är en snäckart som först beskrevs av Hinkley 1912.  Leptoxis minor ingår i släktet Leptoxis och familjen Pleuroceridae. IUCN kategoriserar arten globalt som sårbar. Inga underarter finns listade i Catalogue of Life.